# Eichsfelds voetbalkampioenschap 1931/32
In 1931/32 werd het vijfde Eichsfelds voetbalkampioenschap gespeeld, dat georganiseerd werd door de Midden-Duitse voetbalbond. VfL 08 Duderstadt werd kampioen en plaatste zich voor de Midden-Duitse eindronde. De club versloeg Erfurter SC 1895 met 9:7 en verloor dan met 4:3 van SC Apolda.

## Gauliga
| Plaats | Club                    | Wed. | W  | G | V | Saldo | Ptn.  |
| ------ | ----------------------- | ---- | -- | - | - | ----- | ----- |
| 1.     | VfL 08 Duderstadt       | 14   | 10 | 1 | 3 | 47:24 | 21:7  |
| 2.     | FC 1911 Heiligenstadt   | 14   | 8  | 1 | 5 | 35:36 | 17:11 |
| 3.     | FC Brochthausen         | 14   | 8  | 0 | 6 | 51:31 | 16:12 |
| 4.     | FC Arminia Fuhrbach     | 14   | 7  | 2 | 5 | 36:32 | 16:12 |
| 5.     | VfR Dingelstädt         | 14   | 5  | 2 | 7 | 24:35 | 12:16 |
| 6.     | FC Konkordia Beuren     | 14   | 3  | 5 | 6 | 29:44 | 11:17 |
| 7.     | FV Wacker Bernterode    | 14   | 4  | 2 | 8 | 22:34 | 10:18 |
| 8.     | SV Viktoria Kirchworbis | 14   | 4  | 1 | 9 | 26:34 | 9:19  |

|  | Kampioen, geplaatst voor Midden-Duitse eindronde |
|  | Degradatie                                       |